# Struthio camelus syriacus
Lo struzzo d'Arabia (Struthio camelus syriacus Rothschild, 1919) era una sottospecie di struzzo estinta dal 1941. Il suo areale comprendeva la Penisola arabica e il Levante. Morfologicamente assai simile allo struzzo comune, si distingueva da questo per le dimensioni leggermente inferiori.
Dall'aspetto insolito, lo struzzo ha incuriosito le civiltà umane sin dall'antichità, ed era ricercato per le piume e le uova. Finché la caccia era avvenuta a cavallo, la velocità nella corsa aveva assicurato allo struzzo un vantaggio indiscusso anche dopo l'introduzione delle armi da fuoco. Tuttavia, la situazione cambiò nettamente con l'introduzione dei veicoli a motore. Tra la prima e la seconda guerra mondiale, le popolazioni del Medio Oriente declinarono rapidamente, portando la sottospecie all'estinzione.

## Descrizione

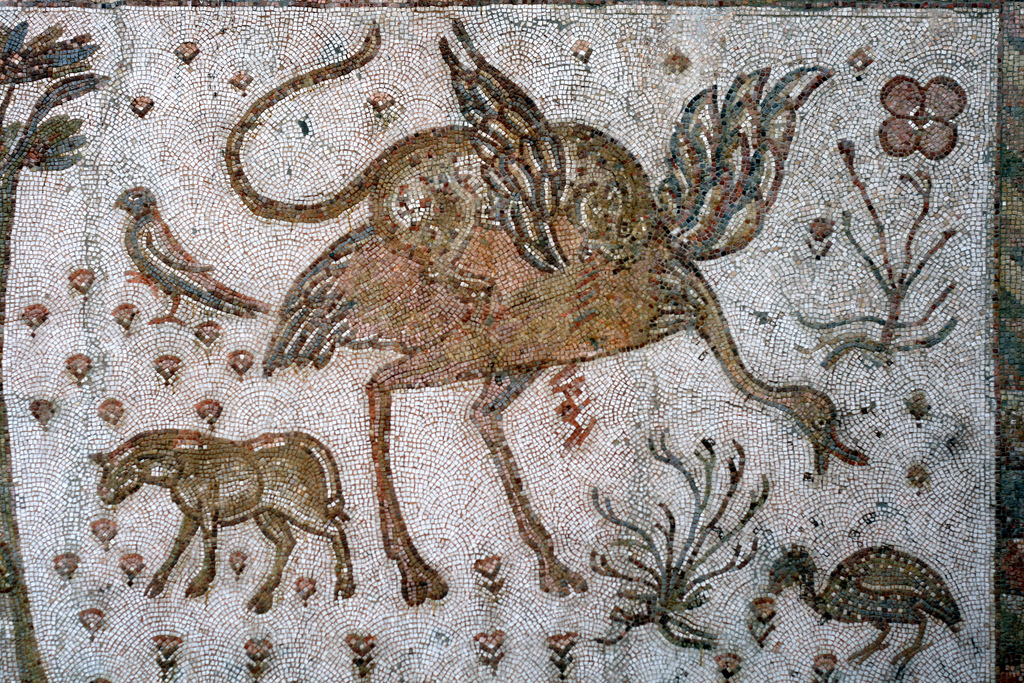
Uno struzzo attaccato da un leopardo; mosaico romano conservato presso il Museo nazionale di Damasco, in Siria.

Le sottospecie dello struzzo sono distinguibili solo negli esemplari maschili. Principalmente in base alla colorazione del collo, si possono dividere in due gruppi di parentela, quelli con collo blu e quelli con collo rosso. Come lo struzzo nordafricano Struthio camelus camelus, anche lo struzzo d'Arabia aveva il collo rosso e uno scudo frontale, non cheratinizzato. La stretta parentela delle due sottospecie è stata confermata dall'analisi di sequenze di DNA mitocondriale (da materiale museale). Gli struzzi d'Arabia e quelli del Nordafrica formavano un gruppo comune che non era differenziato l'uno dall'altro. Entrambe le sottospecie erano probabilmente in contatto tra loro nell'area della penisola del Sinai.
Morfologicamente, lo struzzo d'Arabia si distingueva dallo struzzo comune per poche caratteristiche: le dimensioni del corpo più piccole, il becco più stretto e zampe e coda notevolmente più corte. I maschi raggiungevano al più i 2,10 m in altezza e le femmine gli 1,75 m. Anche le uova erano di minori dimensioni e dal guscio più lucido. Come lo struzzo comune, inoltre, presentava dimorfismo sessuale anche nel piumaggio: bianco-nero il piumaggio del maschio, marrone quella della femmina. È stato anche scritto che il piumaggio dello struzzo d'Arabia fosse più bello di quello africano e che ciò costituisse una motivazione per cacciare l'uccello.

## Areale e habitat

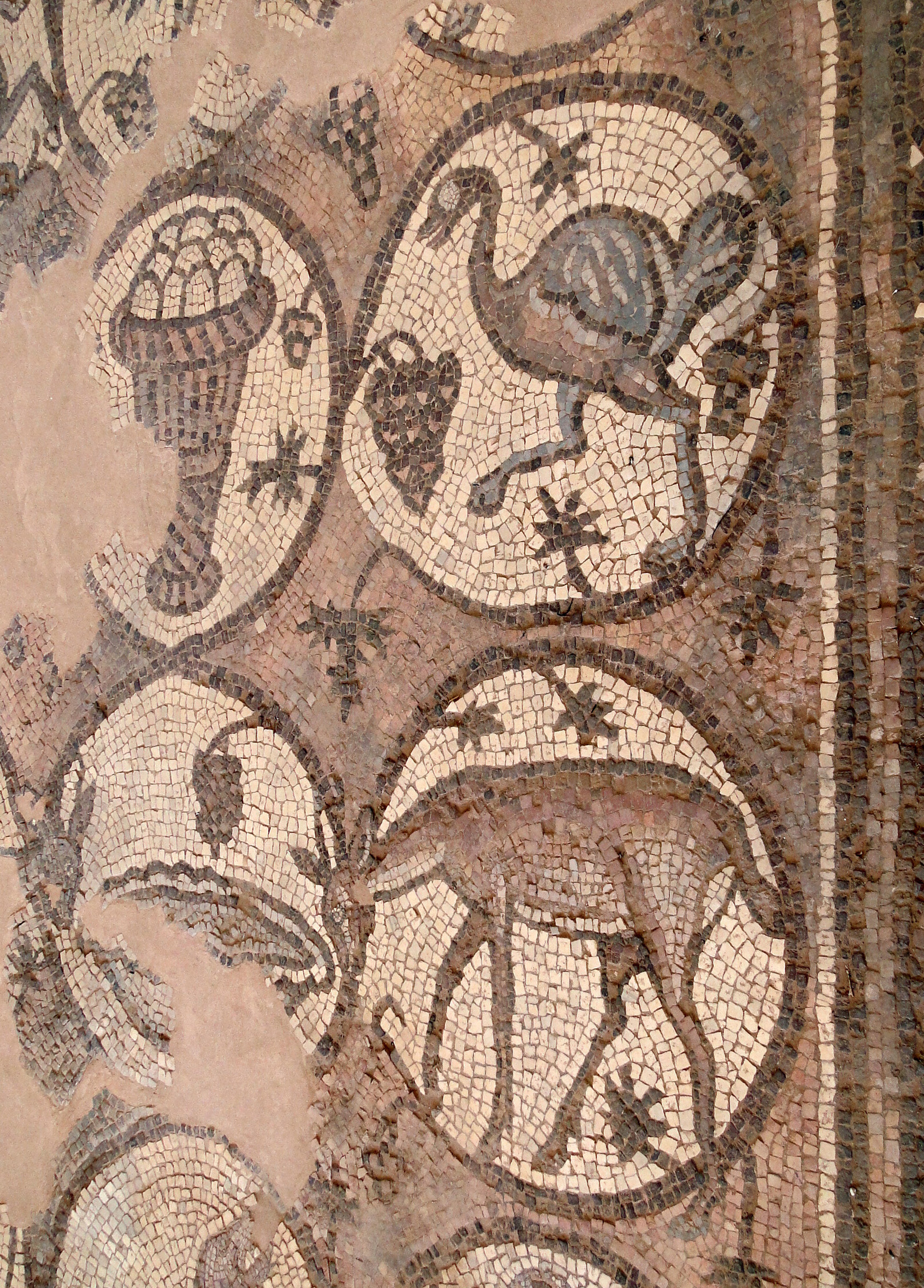
Uno struzzo raffigurato in un mosaico pavimentale nella Chiesa bizantina di Petra, in Giordania.

Lo struzzo comune, di cui lo struzzo d'Arabia era una sottospecie, è presente nelle savane africane e nel Sahel. Le prime sono delle pianure dal clima subtropicale e tropicale, caratterizzate dall'alternanza di una stagione secca e di una stagione umida; la vegetazione è in prevalenza erbosa, con arbusti e alberi abbastanza distanziati da non dar luogo a una volta chiusa. Il Sahel invece è una regione di transizione dalla savana al deserto, piuttosto arida. Storicamente, ne era attestata la presenza anche lungo la costa mediterranea dell'Africa.
Lo struzzo d'Arabia era presente invece in Medio Oriente, dalla penisola arabica alla Turchia e all'Iran. Si ritiene che in epoca preistorica, l'areale fosse continuo, ma, con l'inaridimento che condusse alla formazione del deserto arabico, lo struzzo scomparve da vaste zone. In epoca storica era attestato in un areale relitto composto da due regioni disgiunte: l'Arabia meridionale e il Levante, col limitrofo deserto siriano.

## Comportamento
Non sono note informazioni specifiche sull'alimentazione dello struzzo d'Arabia, ma facendo riferimento allo struzzo comune, si nutriva principalmente di sostanze vegetali come semi, frutti ed erbe varie, e, raramente, di insetti.
L'etnografo svizzero Jean Louis Burckhardt nelle Notes on the Bedouins and Wahábys (1830) fornì invece delle informazioni specifiche su alcuni comportamenti dello struzzo d'Arabia. La femmina deponeva in inverno tra dodici e ventuno uova, che venivano covate da lei e dal maschio, fino alla schiusa che si verificava in primavera. Il nido, in parte interrato, veniva realizzato ai piedi di una collinetta, dalla quale uno dei genitori perlustrava le aree circostanti in cerca di pericoli.

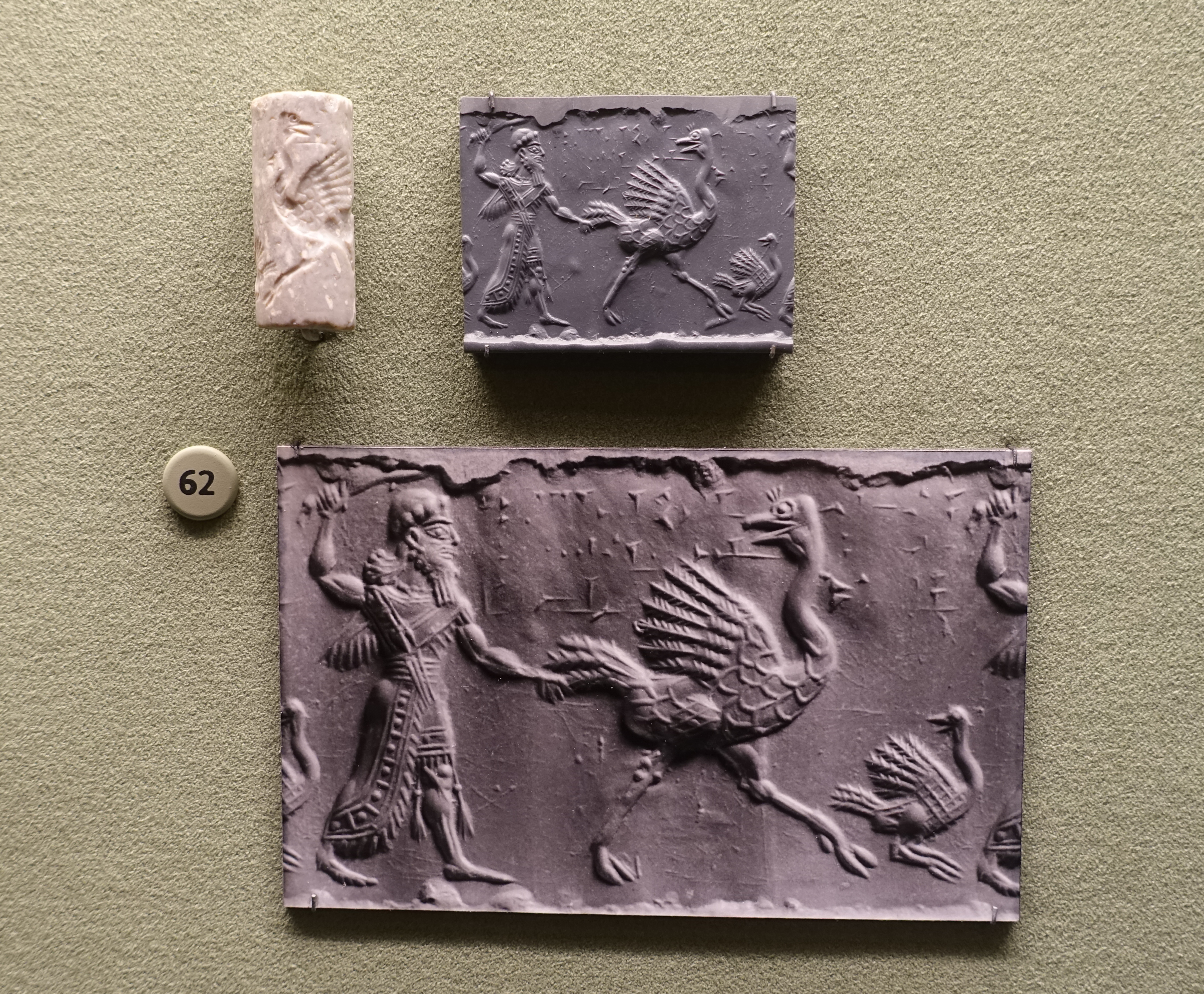
Sigillo assiro del XII-XI secolo a.C.

## Sistematica
Incuriosito dalle differenze tra le uova di struzzo raccolte nel deserto siriano rispetto a quelle dello struzzo comune, Walter Rothschild studiò alcuni esemplari e concluse che lo struzzo d'Arabia costituisse una sottospecie distinta dallo struzzo nordafricano, presentando una relazione in merito al British Ornithologists' Club nel 1919 e proponendo il nome scientifico trinomiale - Struthio camelus syriacus - che oggi identifica la sottospecie.

## Rapporti con l'uomo

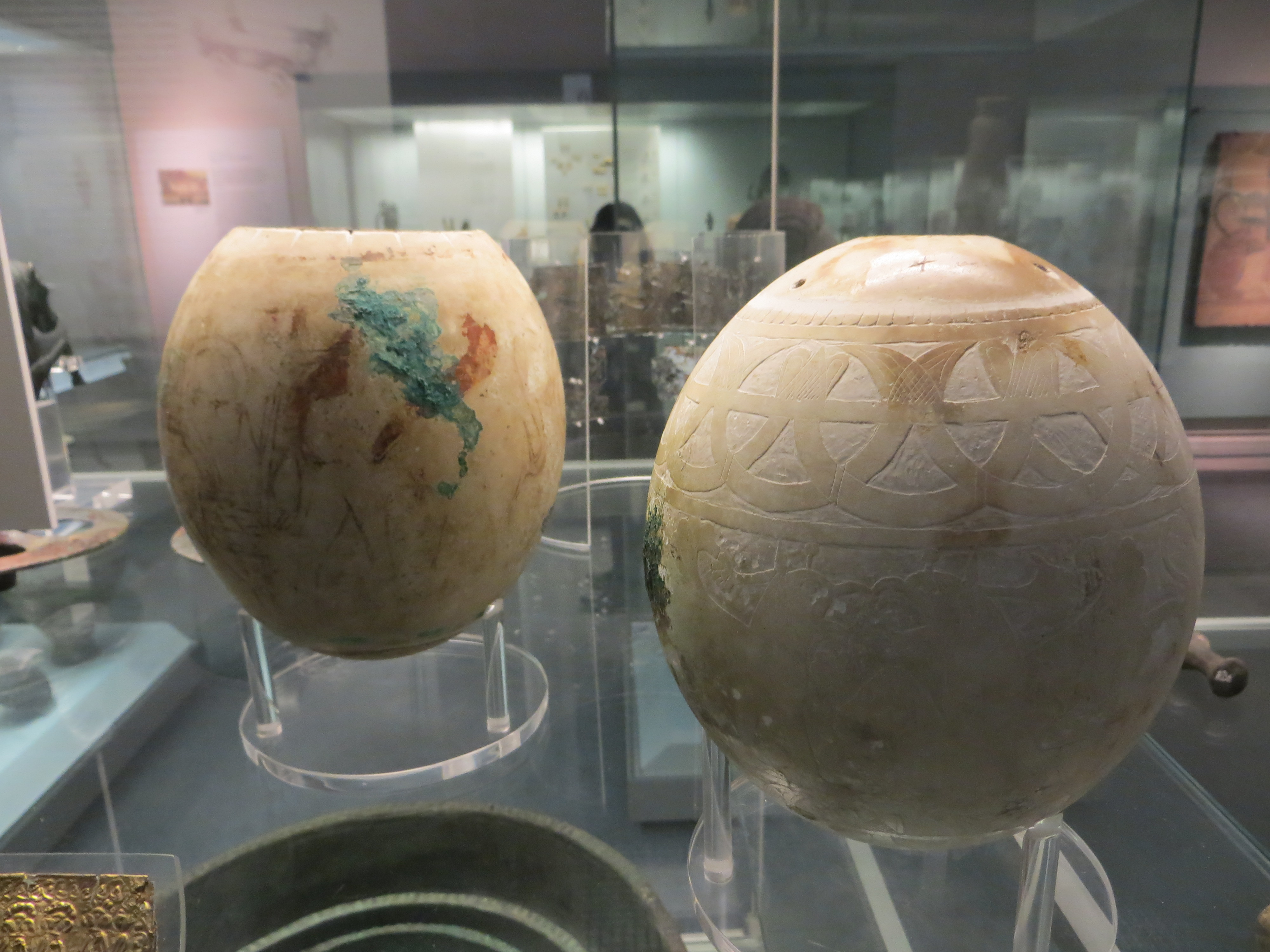
Uovo di struzzo decorato dalla tomba di Iside, a Vulci, provenienti dal Medio Oriente o dall'Egitto.

Lo struzzo ha occupato un posto significativo nelle culture del Medio Oriente. Un adulto con undici pulcini è rappresentato in incisioni rupestri di epoca preistorica vicino Riad. In Mesopotamia, era impiegato come animale sacrificale e rappresentato nell'arte, dipinto su tazze e altri oggetti realizzati da uova di struzzo stesse, commerciate dai Fenici fino all'Etruria durante il periodo neo-assiro. Già durante la dinastia Han, veniva fatto dono agli imperatori di struzzi. Questa consuetudine si perse nelle dinastie successive, tanto che lo struzzo divenne una creatura leggendaria e mostruosa per i cinesi; riprese poi durante la dinastia Tang (quattrocento anni dopo); degli struzzi furono allora raffigurati nelle decorazioni del mausoleo di Qianling, completato e sigillato nel 706.
La visione ebraica di questo uccello era meno favorevole. Nel Libro di Giobbe (39, 13-18) il comportamento della femmina dello struzzo, che lascia il nido incustodito (perché le uova hanno un guscio spesso che ne ostacola la predazione), viene metaforicamente contrapposto all'istinto genitoriale della cicogna. Nel Libro delle Lamentazioni (4,3) si descrive la femmina dello struzzo come «senza cuore», probabilmente per lo stesso motivo. Non è chiaro, infine, se agli ebrei fosse proibito di cibarsi della carne dello struzzo (Levitico 11,16), perché il termine ba't haYa'anah (in ebraico בַּת הַיַּעֲנָה‎?, "figlia del deserto") potrebbe riferirsi anche al gufo reale del deserto (Bubo ascalaphus) che gli ebrei potrebbero aver conosciuto dall'Egitto.
Al tempo dei Romani, gli struzzi venivano catturati per fungere da attrazioni nelle venationes, le cacce di bestie selvatiche ed esotiche che precedevano i giochi gladiatori negli anfiteatri. Come riferito da Plauto nel II secolo a.C., gli animali provenivano generalmente dal Nord Africa, portati appositamente per tali spettacoli che ebbero inizio infatti dopo la sconfitta dei Cartaginesi. La Siria, la Giudea e l'Arabia Petrea sarebbero state conquistate da Roma entro il I secolo.

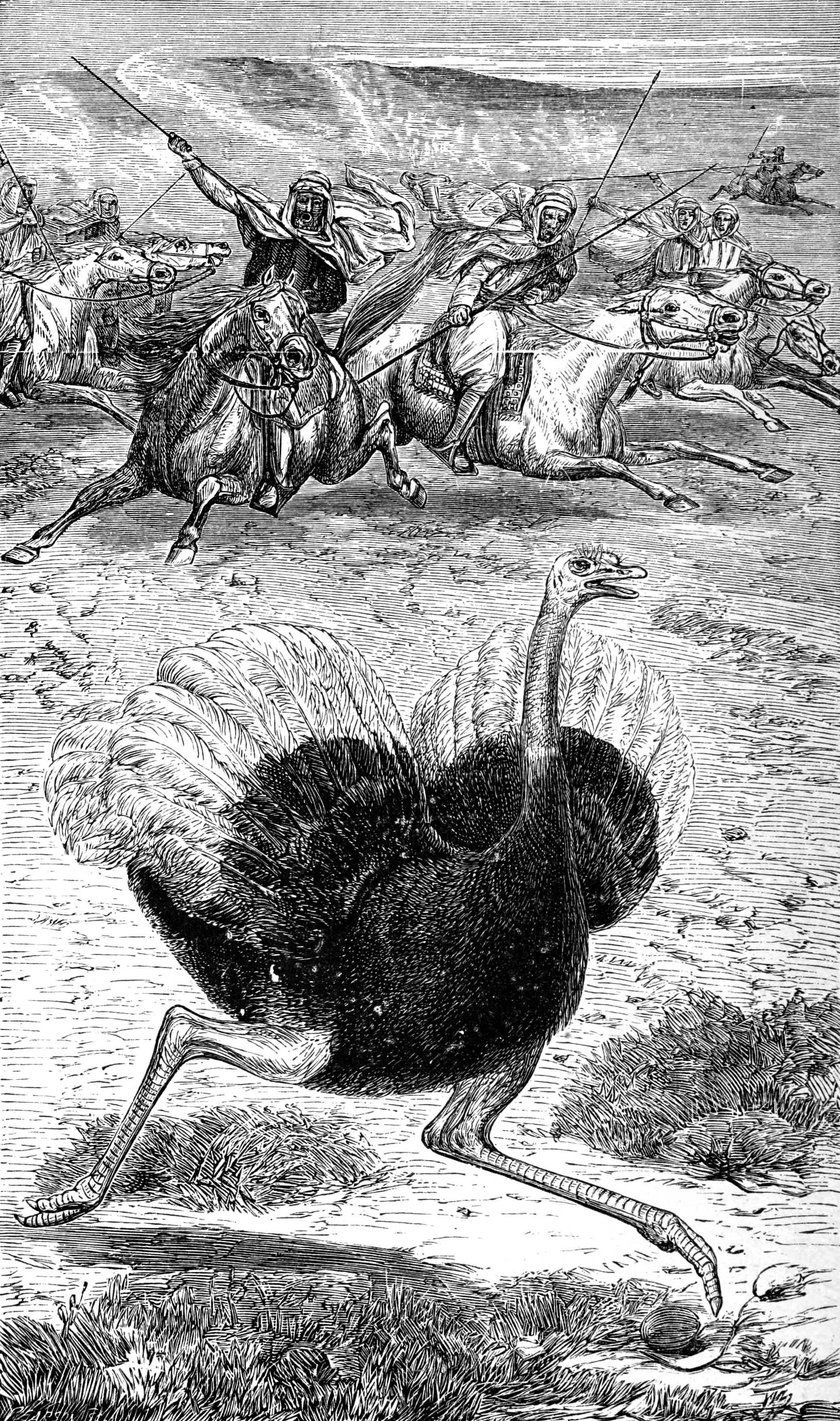
Incisione del 1877 sulla caccia allo struzzo in Palestina.

Con l'espansione islamica, lo struzzo divenne un simbolo di ricchezza ed eleganza; la caccia allo struzzo era un'attività popolare per i ricchi e i nobili, e le uova, le piume e la pelle di struzzo divennero materie nella produzione artigianale, di cui c'era un grande commercio nelle grandi città arabe, come Damasco. A questo periodo risale il dono di esemplari di struzzo agli imperatori cinesi della dinastia Tang. Studiosi arabi alla corte degli Abbasidi descrissero lo struzzo nelle loro opere, come al-Jāḥiẓ (776-867) nel Libro degli animali, Zakariyya al-Qazwini nella cosmografia Le meraviglie del creato e gli aspetti miracolosi delle cose esistenti (1203) e Ibn Manzûr nel dizionario Lisân al-'Arab (1290).

## Estinzione
Finché la caccia allo struzzo avveniva a cavallo, anche dopo l'introduzione delle armi da fuoco, riuscire nella cattura dell'animale era tutt'altro che semplice, data la sua grande velocità nella corsa. Un cacciatore esperto riusciva a prendere due o tre esemplari l'anno. Jean Louis Burckhardt descrisse nel 1830 come gli arabi costruissero delle trappole esplosive per catturare gli struzzi nei periodi di cova.
La situazione tuttavia cambiò nettamente con l'introduzione dei veicoli a motore, che permisero ai cacciatori di azzerare l'ultimo vantaggio rimasto allo struzzo in fuga. Le popolazioni degli animali selvatici di grandi dimensioni del Medio Oriente declinarono repentinamente negli anni a seguire la prima guerra mondiale, struzzo incluso. Negli anni venti, la popolazione dell'Arabia meridionale al confine tra l'Arabia Saudita e lo Yemen scomparve, mentre nel Levante lo struzzo scomparve nel 1932, preceduto ad inizio secolo dal daino persiano, nel 1912 dal capriolo, nel 1918 dall'orso bruno siriano e nel 1930 c. dall'asino selvatico siriano, e seguito nel 1950 dall'orice d'Arabia, nel 1962 dal ghepardo e nel 1965 dal leopardo dell'Anatolia. L'ultimo esemplare fu abbattuto nel 1941 in Bahrein. Una carcassa scorta nel 1966 durante un'alluvione in Giordania è l'ultima osservazione di uno struzzo d'Arabia, sebbene le circostanze abbiano impedito di confermare l'informazione.

### Esplicative
1. 1 2  (EN) Johann Ludwig Burckhardt, Notes on the Bedouins and Wahábys, Londra, Henry Colburn e Richard Bentley, 1830,  pp. 123-124.
«This bird breeds in the middle of winter, and lays from twelve to one-and-twenty eggs. The nest is generally made at the foot of some isolated hill. THe eggs are placed close together in a circle, half buried in sand, to protect them from rain, and a narrow trench is drawn around, whereby the water runs off. At ten or twelve feet from this circle, the female places two or three other eggs, which she does not hatch, but leaves for the young ones to feed upon immediately after they are hatched. The parent birds sit on the eggs in turn; and while one is so employed, the other stands keeping watch on the summit of the adjacent hill, which circumstance enables the Arabs to kill them. When they descry an ostrich standing in this manner on a hill, they conclude that some eggs must be near; the nest is soon found, and the ostriches fly away. The Arab then digs a hole in the ground near the eggs, puts his loaded gun into it, having fastenend to the lock a long burning match, the gun being pointed towards the eggs; he covers it with stones, and retires. Towards evening the ostriches return, and not perceiving any enemy, resume their places, generally both at once, upon the eggs: the gun, in due time, is discharged; and Arab finds, next morning, one of the ostriches, or frequently both, killed upon the spot. Such is the usual method of killing these birds, for the hunting of them is not practised in the Northen Arabian Desert.»

### Bibliografiche
1. ↑  (EN) F. Gill e D. Donsker (a cura di), Family Struthionidae, in IOC World Bird Names (ver 14.2), International Ornithologists’ Union, 2024. URL consultato il 25 ottobre 2013.
2. 1 2 3 4 5  W. Rothschild, 1919.
3. 1 2  (EN) Abraham O. Shemesh, ‘Ostrich is a Fowl for any Matter’: The ostrich as a ‘strange’ fowl in Jewish literature, in Theological Studies, vol. 74, n. 1, DOI:10.4102/hts.v74i1.4938.
4. 1 2 3 4  J. P. Hume, 2017.
5. 1 2 3  R. G. Cooper et al., p. 1670, 2009.
6. ↑  (EN) Joshua M. Miller et al., Phylogeographic analysis of nuclear and mtDNA supports subspecies designations in the ostrich (Struthio camelus), in Conservation Genetics, vol. 12, 2011,  pp. 423-431, DOI:10.1007/s10592-010-0149-x.
7. 1 2   Brian J. Taylor, An Artist recovered from Anonymity: Antoine van der Steen - 'Un peintre du Bosphore', a Discoverer of the Midas Monument and Lieutenant-fireworker in the Bombay Artillery, in Neil Cooke e Vanessa Daubney (a cura di), Lost and Now Found: Explorers, Diplomats and Artists in Egypt and the Near East, Archaeopress Publishing Ltd, 2017,  p. 160, ISBN 9781784916282.
«Struthio c. syriacus had superior feathers compared with the larger African species»
8. ↑   Struzzo, in Treccani.it – Enciclopedie on line, Roma, Istituto dell'Enciclopedia Italiana. URL consultato il 6 giugno 2023.
9. ↑  (EN) S.J.J.F. Davies, Birds I Tinamous and Ratites to Hoatzins, in Michael Hutchins (a cura di), Grzimek's Animal Life Encyclopedia, vol. 8, 2ª ed., Farmington Hills, MI, Gale Group, 2003,  pp. 99-101, ISBN 978-0-7876-5784-0.
10. ↑  (EN) Keenan Donegan, Struthio camelus, in Animal Diversity Web, University of Michigan Museum of Zoology, 2002.
11. ↑   Savana, in Treccani.it – Enciclopedie on line, Roma, Istituto dell'Enciclopedia Italiana. URL consultato il 6 giugno 2023.
12. ↑  (EN) Edgar Williams, Ostrich, Reaktion Books, 2013,  pp. 21-22, ISBN 9781780230665.
13. ↑  (EN) Konstantin E. Mikhailov e Nikita Zelenkov, The late Cenozoic history of the ostriches (Aves: Struthionidae), as revealed by fossil eggshell and bone remains, in Earth-Science Reviews, vol. 208, settembre 2020, DOI:10.1016/j.earscirev.2020.103270.
14. ↑  (DE) Paul Alan Yule, Die Gräberfelder in Samad al-Shān (Sultanat Oman) Materialien zu einer Kulturgeschichte, in Orient-Archäologie, vol. 4, Rahden, Deutsches Archäologisches Institut, Orient-Abteilung, 2001, DOI:10.11588/diglit.4043.
15. ↑  (EN) Struthio camelus, in Enciclopedia Britannica, Encyclopædia Britannica, Inc. URL consultato il 7 giugno 2023.
16. ↑  (EN) Tamar Hodos et al., The origins of decorated ostrich eggs in the ancient Mediterranean and Middle East, in Antiquity, vol. 94, n. 374, aprile 2020,  pp. 381-400, DOI:10.15184/aqy.2020.14.
17. ↑  (EN) Ann Heinrichs, Saudi Arabia, 2ª ed., Children's Press, 2002,  p. 29, ISBN 9780516222875.
18. ↑  (EN) Florent Egal, Musayqirah – Graffiti Rock 1, in The Saudi Arabia Tourism Guide. URL consultato il 7 giugno 2023.
19. ↑  (EN) Winged hero brandishing sword and grasping ostrich, su themorgan.org, The Morgan Library & Museum. URL consultato il 7 giugno 2023.
20. ↑  (EN) cylinder seal, su britishmuseum.org, The Trustees of the British Museum. URL consultato il 7 giugno 2023.
21. ↑  (EN) Tamar Hodos, Eggstraordinary artefacts: decorated ostrich eggs in the ancient Mediterranean world, in Humanities and Social Sciences Communications, vol. 7, 2020, DOI:10.1057/s41599-020-00541-8.
22. ↑   Y. Zhu e R. Hu, A Brief Analysis of Semantic Interactions Between Loanwords and Native Words in the Tang Dynasty, in JF. Hong, Y. Zhang e P. Liu (a cura di), Chinese Lexical Semantics, Springer, 2020,  pp. 126-127, DOI:10.1007/978-3-030-38189-9_12.
23. 1 2  (EN) Qingzhu Liu, A History of Un-fractured Chinese Civilization in Archaeological Interpretation, traduzione di Jing He, Springer Nature, 2023,  p. 311, ISBN 9789811939464.
24. ↑   Giobbe 39, 13-18, su La Parola - La Sacra Bibbia in italiano in Internet.
25. 1 2  (EN) Alice Parmelee, All the Birds of the Bible: Their Stories, Identification and Meaning, Harper, 1959,  p. 207.
26. ↑   Lamentazioni 4,3, su La Parola - La Sacra Bibbia in italiano in Internet.
27. ↑   Levitico 11,16, su La Parola - La Sacra Bibbia in italiano in Internet.
28. ↑  (EN) I. Aharoni, On Some Animals Mentioned in the Bible, in Osiris, vol. 5, 1938,  pp. 461-478, DOI:10.1086/368494.
29. ↑  (EN) Plauto, Rome and the Mysterious Orient: Three Plays by Plautus, a cura di Amy Richlin, University of California Press, 2005,  p. 166, ISBN 9780520938229.
30. ↑   Joshua J. Mark, Antica Siria, in World History Encyclopedia, traduzione di Giuseppe E. Bertagna, 17 giugno 2014. URL consultato l'8 giugno 2023.
31. ↑   Limes Arabicus, su romanoimpero.com. URL consultato l'8 giugno 2023.
32. ↑  (EN) Michael Jennings, Wildlife and Conservation in eastern Jemen, in Tribulus, vol. 2, n. 2, 1992,  pp. 34-36.
33. ↑  (EN) Joseph Heller, Near East Ecosystems, Animal Diversity, in Encyclopedia of Biodiversity, 2ª ed., 2001,  pp. 459-477, DOI:10.1016/B978-0-12-384719-5.00196-9.
34. ↑  (EN) C. Roots, Flightless Birds, Greenwood Press, 2006,  p. 248.